# برچسب

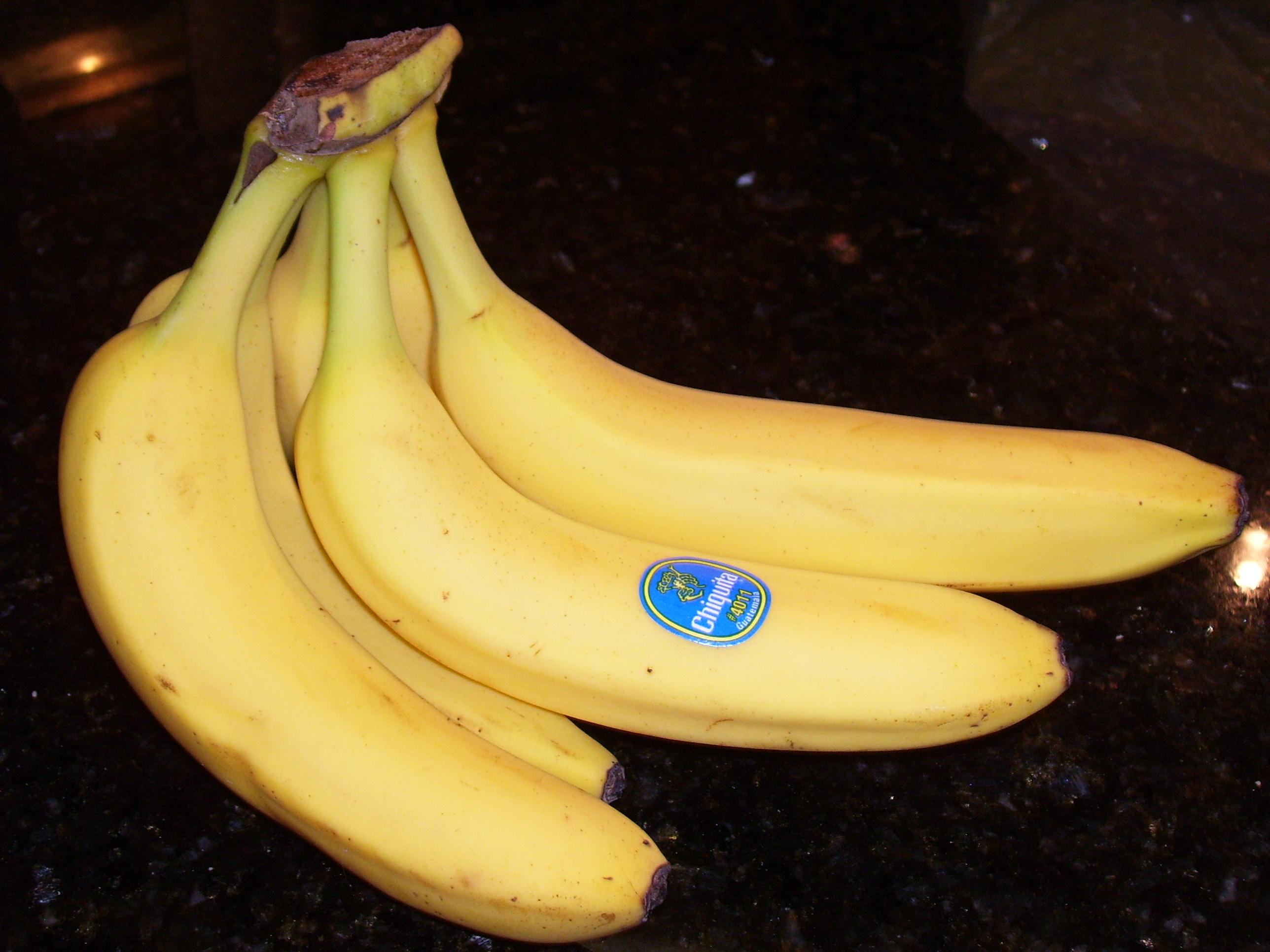
یک خوشهٔ موز شناس‌برگ آبی‌رنگ

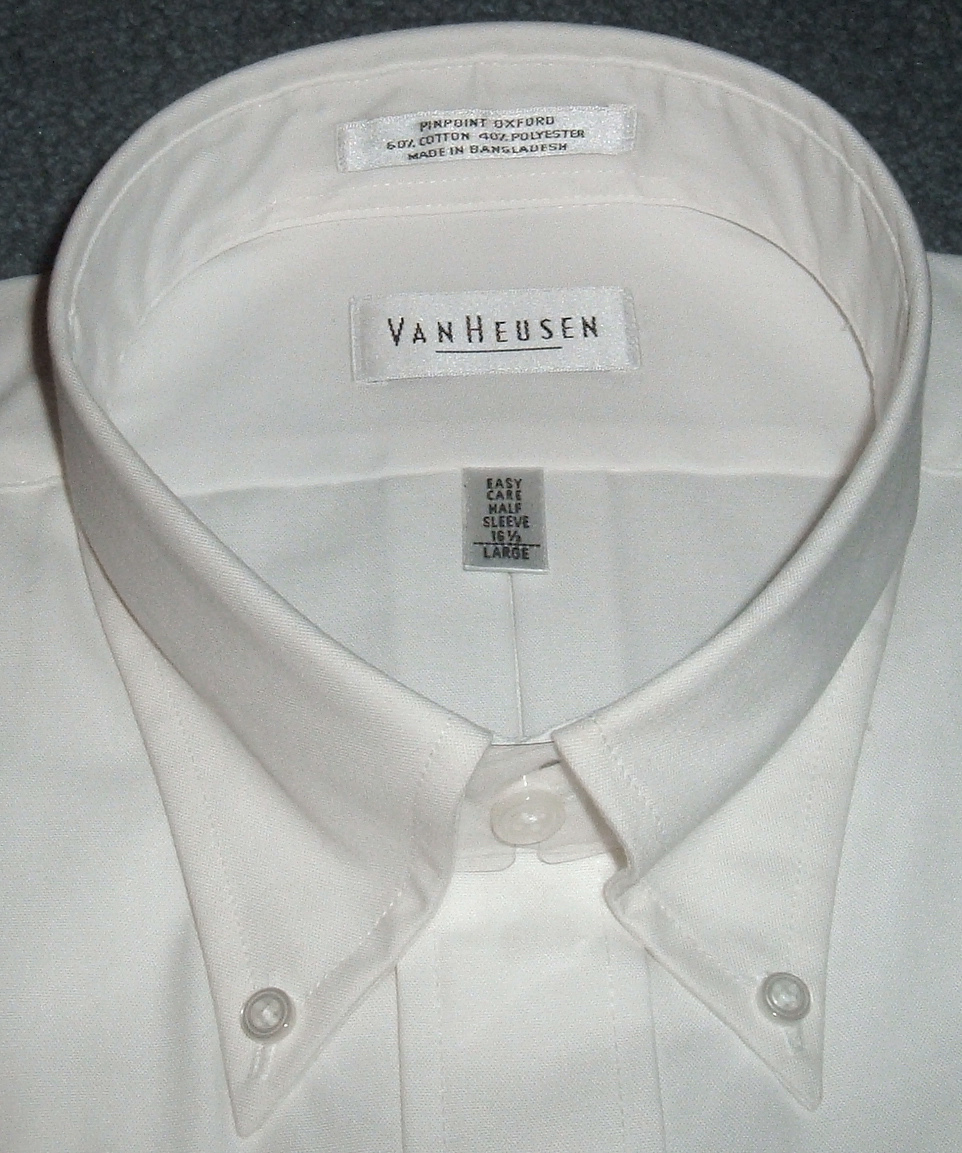
یک پیراهن با شناس‌برگ

شناس‌برگ یا برچسب، که به آن لِیبل (به انگلیسی: label) و اِتیکِت (به فرانسوی: étiquette) نیز می‌گویند، تکه‌ای از کاغذ، پلیمر، پارچه، فلز یا دیگر مواد است که به یک بسته‌بندی یا شیء می‌چسبانند. بر روی آن ممکن است یک راهنما یا اطلاعاتی خاص دربارهٔ فراورده، نشانی‌ها و مانند آن‌ها به نمایش درآمده باشد. شناس‌برگ‌ها ممکن است مستقیماً روی بسته‌بندی یا شیء چاپ شده باشند.
شناس‌برگ‌ها کاربردهای بسیاری دارند: شناسایی محصول، برچسب‌های نام، تبلیغ، هشدار، و دیگر موارد.

## کاربردهای برچسب
برچسب‌ها در موارد گوناگونی کاربرد دارند و به نوعی با زندگی ما آمیخته شده‌اند. از برچسب در صنایعی همچون پتروشیمی، مواد غذایی، نوشیدنی، پوشاک، حمل و نقل، لپ‌تاپ، تبلت و تلفن همراه استفاده می‌شود.

##### محصولات
برچسب‌ها روی محصولات جزء ابتدایی‌ترین و مهم‌ترین قسمت‌های بسته‌بندی هستند. برچسب کالاها اطلاعات مهمی از قبیل: نحوهٔ استفاده، مواد سازندهٔ کالا، هشدارهای سلامتی، برند و نام تجاری شرکت و … را شامل می‌شوند. برچسب روی محصولات بر اساس کاربرد با هم متفاوت هستند، به عنوان مثال برچسب روی موتور خودروها یا برچسب VIN خودرو باید در برابر حرارت، روغن و آلودگی مقاومت بالایی داشته باشد یا برعکس برچسب یخچال فریزر باید پس از نصب و شروع استفاده به راحتی کنده شود.

##### منسوجات
صنعت پارچه و لباس هم از این قاعده مستثنی نیستند. انواع برچسب به‌صورت اتیکت روی لباس‌ها، مبلمان و … خورده‌اند و اطلاعاتی از قبیل نحوهٔ شست‌وشوی لباس، سایز لباس یا برند پوشاک را نمایش می‌دهند. برچسب منسوجات به راحتی قابل کپی برداری و تقلب است و برخلاف هولوگرام دارای امنیت زیادی نیست.

##### بسته‌های پستی
برچسب روی بسته‌های پستی، حاوی اطلاعات فرستنده، گیرنده و هر اطلاعات دیگری که ممکن است در حمل و نقل مفید باشد است. برچسب‌های پستی می‌توانند همچنین شامل اطلاعات حمل و نقلی یا بارکد مسیریاب باشند.
رول لیبل زن اتیکت قیمت زن
برچسب قیمت زن یا لیبل پشت چسبدار رول شده که همهٔ ما روی محصولات و لباس مشاهده کرده‌ایم.
کاغذی پشت چسبدار که مشخصات و بارکد محصولات روی آن چاپ و چسبانده می‌شود لیبل برچسب قیمت زن می‌باشند.
لیبل پشت چسبدار رول : لیبلی که به صورت رول و پشت سرهم در یک نوار پیچیده شده‌است.
برچسب قیمت یا اتیکت لیبل زن نوشته‌ای که روی محصولات مختلف اعم از کیسه‌ها، کارتون‌ها، شیشه‌های دارو، جعبه‌های کالا، یا کالای بازرگانی برای تعیین محتوا، وزن، مشخصات یا قیمت آنها چسبانده می‌شود.
برچسب قیمت به گونه‌های مختلف چاپ و تولید می‌شود.
همچنین اتیکت قیمت می‌تواند از جنس کاغذی، پی وی سی (PVC)، شبرنگ، شیشه ای شفاف یا بسته به سفارش مشتری که می‌تواند از جنس دیگری باشد که در رنگ و اندازه‌های مختلف چاپ و تولید می‌شود.
در این میان کیفیت برچسب نیز بسیار اهمیت دارد.
شما می‌توانید مشخصات اجناس را به همراه قیمت آن‌ها در برچسب قیمت چاپ کنید.
برچسب‌های رولی
برچسب‌های رولی به چند دسته تقسیم می‌شوند.
1. برچسب‌های (شبرنگ اصل) که برچسب‌هایی با ساختار اکلیلی و شب نما هستند و در زمان برخود نور با آنها از خور نور منعکس می‌کنند و دارای تعدادی رنگ اصلی می‌باشند. مانند تابلوهای راهنما در خیابان و جاده‌ها که در تمامی اینها از برچسب شبرنگ استفاده شده.
2. برچسب‌های (روزرنگ) برچسب‌هایی که دارای رنگ‌های زیادی وجود دارد و نمونه مات و براق دارد ولی از خود نور منعکس نمی‌کنند و در مصارف تابلوسازی و دکوری نقش زیادی نیز دارند.
3. برچسب‌های (دکوری) برچسب‌هایی که به‌صورت طرح دار و در رنگ‌های مختلف ارائه می‌شوند. مانند طرح‌های چوب، چرم، دیواری، سنگ، اجر، هایگلاس و… کاربرد این نوع برچسب‌ها بیشتر در مصارف دکوراسیون داخلی منزل و اداری و فروشگاه‌ها است.
4. برچسب‌های (کاوربدنه) برچسب‌های کاور بدنه در صنعت اتومبیل و موتورسیکلت کاربرد زیادی دارند و به عنوان کاور می‌توانند قسمت‌هایی از بدنه یا کلیهٔ بنده را کاور کنند. کاور بدنه‌ها دارای رنگ‌های زیاد و خاصی هستند که رنگ آنها را ندارد. رنگ‌های استیل، کروم، مات، هفت رنگ، جیوه ای و… و در سال‌های اخیر طرفداران زیادی را پیدا کرده اند.

تمامی این ۴ مورد در رنگ‌ها و اندازه مختلف نیز ارائه می‌شود. رول‌های با عرض‌های: ۱/۲/۳/۵/۱۰/۲۰/۳۰/۴۵/۶۰/۹۰/۱۲۰/۱۵۰/۱۸۰/۲۰۰ سانت و طول ۱۰/۱۵/۲۰/۲۵/۳۰/۵۰ متر نیز یافت می‌شود.